# Institut de recherche sociale
Pour les articles homonymes, voir ISF.
L'Institut de recherche sociale, en allemand Institut für Sozialforschung (IfS), de l'université Goethe de Francfort-sur-le-Main est fondé en 1923 par des économistes et sociologues, en parallèle de la création de l'Institut psychanalytique de Francfort, lui-même fruit d'une collaboration entre Max Horkheimer et le psychanalyste Karl Landauer. 

## Historique
Le premier directeur de l'Institut de recherche sociale est Carl Grünberg, professeur d'économie politique qui avait publié Karl Korsch et Georg Lukács, et dont de nombreux élèves s'inscrivent dans le mouvement austromarxiste. Grünberg accepte ce poste à la demande du mécène Felix Weil (en), qui avait financé la création du centre avec son ami Friedrich Pollock.
En exil politique à Genève, Paris puis New York, à la suite de l'arrivée au pouvoir d'Hitler, l'institut abrite dans les années 1960 l'École de Francfort qui s'applique à développer une critique néomarxiste de la société capitaliste.